# 托尼·柯蒂斯
托尼·柯蒂斯（英語：Tony Curtis）原名伯纳·舒瓦茲（英語：Bernard Schwartz），1925年6月3日—2010年9月29日）美国50年代的老牌名演员。出生在纽约市布朗克斯区。柯蒂斯二战期间为美国海军服过役，战后在纽约开始学习和表演，开始他的演艺生涯。在20世纪40年代末，柯蒂斯同环球影业公司签署了一份合同之后移居好莱坞，在成为明星前有好几年的时间一直出演一些小角色。他后来主演了《热情如火》（Some Like it Hot）和《萬夫莫敵》（Spartacus）这些经典影片。
柯蒂斯1958年由于在《挣脱锁链》（The Defiant Ones）中的出色表演而获得奥斯卡奖的提名。他在片中扮演了一个越狱的种族主义罪犯，卻被铁链与由西德尼·波蒂埃（Sidney Poitier）扮演的一个黑人囚犯拴在一起。
2010年9月29日，因心臟衰竭在内华达州拉斯维加斯家中逝世，享壽85岁。

## 電影
- 《热情似火》（Some Like it Hot）
- 《風雲羣英會》（Spartacus）
- 《挣脱锁链》（The Defiant Ones）
- 《粉紅色潛艇》（Operation Petticoat）
- 《瘋狂大賽車》（The Great Race）